# Јасење (Козарска Дубица)
Јасење је насељено мјесто у општини Козарска Дубица, Република Српска, БиХ. Према попису становништва из 1991. у насељу је живјело 133 становника.

## Становништво
| Демографија | Демографија | Демографија |
| Година      | Становника  | Становника  |
| ----------- | ----------- | ----------- |
| 1948.       | 203         |             |
| 1953.       | 190         |             |
| 1961.       | 207         |             |
| 1971.       | 201         |             |
| 1981.       | 157         |             |
| 1991.       | 133         |             |

## Знамените личности
- Јово Бијелић, народни херој Југославије